# Verpackung

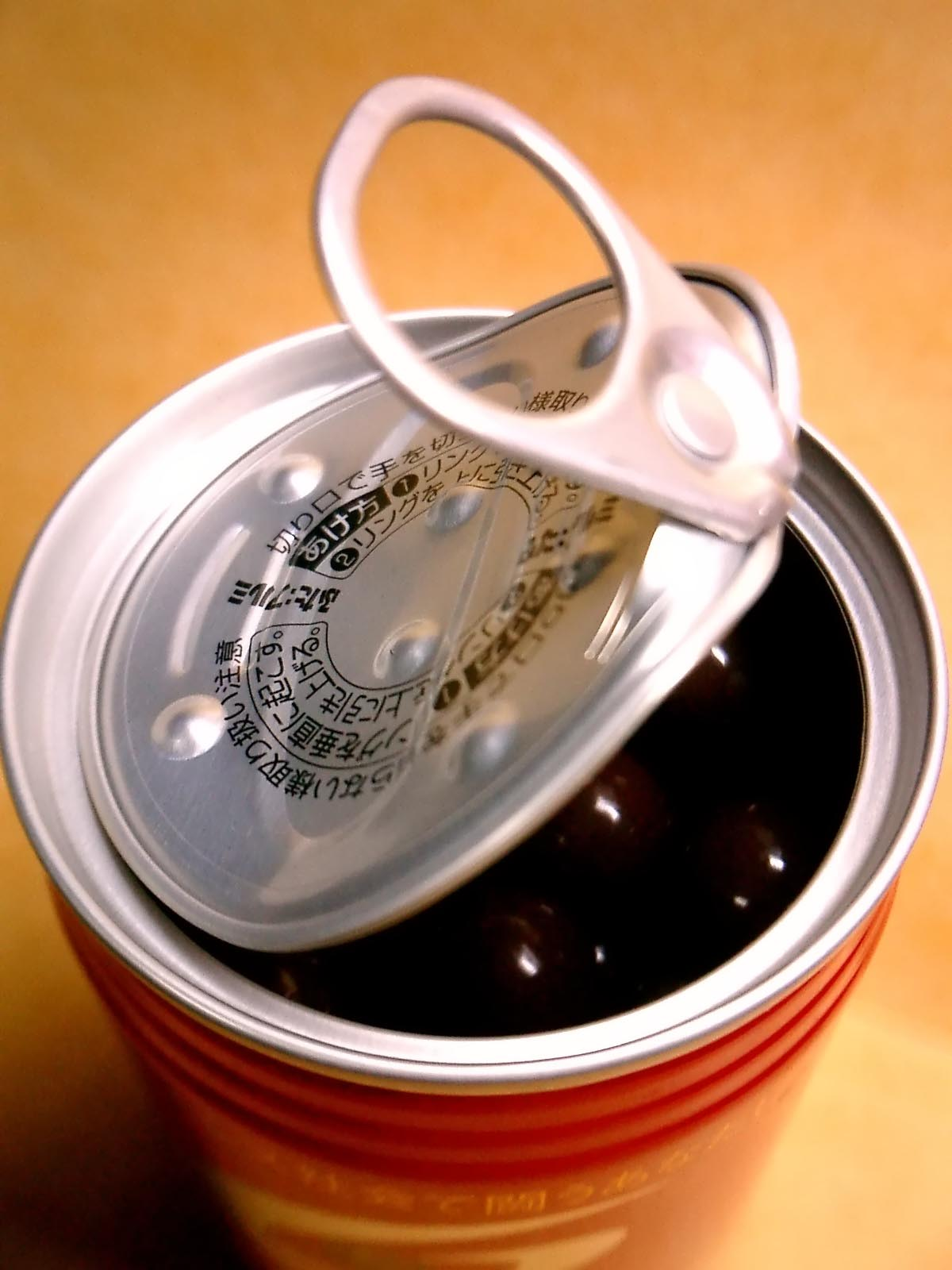
(Konserven)dosen aus Aluminium oder Weißblech sind eine weit verbreitete Verpackungsform für Lebensmittel und Flüssigkeiten

Als Verpackung (in der Kaufmannssprache auch (französisch) Emballage genannt; englisch packaging) wird allgemein die äußere Hülle bzw. (die teilweise oder vollständige) Umhüllung einer Sache oder Sachgesamtheit insbesondere zu deren Schutz oder zur besseren Handhabung bezeichnet. Zugleich beschreibt der Begriff auch den Vorgang des Verpackens bzw. des Verpacktwerdens.
Vorbild aus der Natur für Verpackungen ist die Fruchtschale. Als Verpackung wird die Gesamtheit der Packmittel und Packhilfsmittel bezeichnet, um das Packgut, Personen und die Umwelt zu schützen. Packgut ist der Inhalt einer Verpackung, das fertig verpackte Produkt ist das Packstück. Im Handel ist die Verpackung die äußere Umhüllung einer Ware zu deren Schutz bis zu ihrem Verbrauch oder Gebrauch. Weitere Funktionen der Verpackung sind die Inhaltsbeschreibung und Werbung. Packung ist die Einheit von Verpackung und Packgut:
|            |            |            |            |            |            |            |            | Packung         |                 |                 |                 |                 |                 |         |         |         |         |  |  |  |  |  |  |  |  |  |  |  |  |
|            |            |            |            |            |            |            |            |                 |                 |                 |                 |                 |                 |         |         |         |         |  |  |  |  |  |  |  |  |  |  |  |  |
|            |            |            |            |            |            |            |            |                 |                 |                 |                 |                 |                 |         |         |         |         |  |  |  |  |  |  |  |  |  |  |  |  |
|            |            |            |            | Verpackung | Verpackung | Verpackung | Verpackung | Verpackung      | Verpackung      |                 |                 | Packgut         | Packgut         | Packgut | Packgut | Packgut | Packgut |  |  |  |  |  |  |  |  |  |  |  |  |
|            |            |            |            | Verpackung | Verpackung | Verpackung | Verpackung | Verpackung      | Verpackung      |                 |                 | Packgut         | Packgut         | Packgut | Packgut | Packgut | Packgut |  |  |  |  |  |  |  |  |  |  |  |  |
|            |            |            |            |            |            |            |            |                 |                 |                 |                 |                 |                 |         |         |         |         |  |  |  |  |  |  |  |  |  |  |  |  |
| Packmittel | Packmittel | Packmittel | Packmittel | Packmittel | Packmittel |            |            | Packhilfsmittel | Packhilfsmittel | Packhilfsmittel | Packhilfsmittel | Packhilfsmittel | Packhilfsmittel |         |         |         |         |  |  |  |  |  |  |  |  |  |  |  |  |

Packmittel und Packhilfsmittel ergeben zusammen die Verpackung. Die Verpackung und ihr Inhalt, das Packgut, werden als Packung bezeichnet.

## Rechtsgrundlagen
Das im Januar 2019 in Kraft getretene Verpackungsgesetz (VerpackG) stellt die Produktverantwortung von Produzenten und Handel in den Mittelpunkt und zielt darauf ab, die Auswirkungen von Verpackungsabfällen auf die Umwelt zu vermeiden oder zu verringern (§ 1 Abs. 1 VerpackG). Verpackungen sind nach § 3 Abs. 1 VerpackG aus beliebigen Materialien hergestellte Erzeugnisse zur Aufnahme, zum Schutz, zur Handhabung, zur Lieferung oder zur Darbietung von Waren, die vom Rohstoff bis zum Verarbeitungserzeugnis reichen können, vom Hersteller an den Vertreiber oder Endverbraucher weitergegeben werden und die als Verkaufs-, Service- oder Versandverpackungen dienen. Im Januar 2022 wurden die gesetzlich vorgegebenen Recyclingquoten für Verpackungen weiter erhöht und liegen für Glas, eisenhaltige Metalle, Aluminium und Papier, Pappe und Karton bei 90 %. Getränkekartonverpackungen müssen zu 80 % sowie sonstige Verbundverpackungen zu 70 % dem Recycling zugeführt werden. Bei Kunststoffverpackungen müssen 63 % der werkstofflichen Verwertung zugeführt werden. Diese Verwertungsvorgaben des VerpackG beziehen sich nur auf Verpackungsabfälle, die in Zuständigkeit der dualen Systeme gesammelt und verwertet werden.
In § 42 Abs. 1 MessEG gelten Fertigpackungen als Verpackungen beliebiger Art, in die in Abwesenheit des Käufers Erzeugnisse abgepackt und die in Abwesenheit des Käufers verschlossen werden, wobei die Menge des darin enthaltenen Erzeugnisses ohne Öffnen oder merkliche Änderung der Verpackung nicht verändert werden kann. Offene Packungen werden in Abwesenheit des Käufers abgefüllt (§ 42 Abs. 2 Nr. 1). Alle übrigen Waren, insbesondere Frischwaren (Brot, Brötchen oder Kuchen in der Bäckerei, Fleisch und Wurst in der Metzgerei) sind unverpackt und werden erst in Anwesenheit des Käufers verpackt.

## Arten
Viele Produkte, insbesondere Lebensmittel, können ohne eine geeignete Verpackung nicht gelagert, verteilt oder verkauft werden. Eine Verpackung bildet dabei unter anderem aus einer oder mehreren Produkteinheiten eine logistische Einheit (englisch Unit Load; siehe Glossar der Logistik) und unterstützt damit die jeweiligen Ablaufprozesse in Logistik und Handel.
Verpackungen können nach folgenden Aspekten unterteilt werden:

### Nach Verwendungszweck

#### Bulk
In einer Bulk- oder OEM-Verpackung (deutsch Erstausrüster-Verpackung) ist in der Regel ein einzelner Artikel als Teil einer größeren Verpackungseinheit ohne eine separate Umverpackung enthalten. Dabei handelt es sich um eine En-gros-Verpackung eines Herstellers von fertigen Komponenten oder Produkten, welche in dessen eigenen Fabriken produziert wurden, aber nicht von ihm selbst einzeln in den Handel gebracht werden, sondern in größeren Sammeleinheiten über Großhandelsstationen verteilt werden.

#### Geschenkverpackung

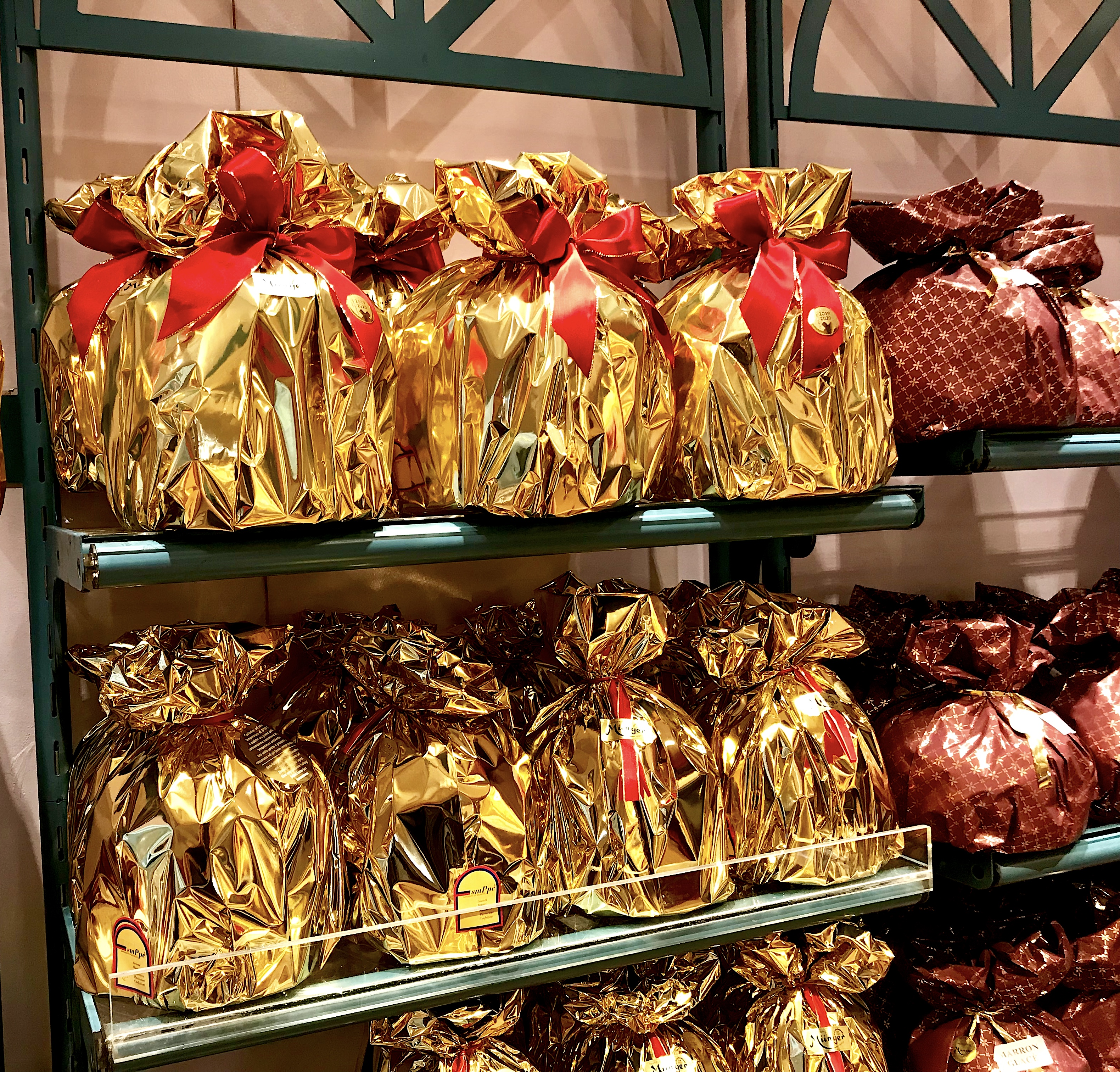
Geschenkverpackung von Panettone in Lugano an Weihnachten

Eine Geschenkverpackung wertet einen Gegenstand optisch auf, um dem Empfänger eines Geschenkes die durch den Schenkenden entgegengebrachte Wertschätzung auszudrücken. Bei Geschenkverpackungen kommen zumeist zusätzliche Verzierungen zum Einsatz. Die verwendeten Formen und Farben richten sich nach dem Anlass. Ein wichtiges Moment ist bei Geschenkverpackungen zusätzlich häufig das bewusste Verhüllen des Geschenks, so dass der geschenkte Gegenstand noch im Verborgenen bleibt und so das Auspacken auch eine Überraschung mit sich bringt.

#### Nachfüllpackung
Nachfüllpackungen sind Verpackungen, deren Inhalt zum Auffüllen einer ursprünglichen Verpackung für gleiches Packgut nach deren vollständigem oder teilweisen Entleeren durch den Verbraucher vorgesehen ist. Mogelpackungen täuschen den Verbraucher mittels ihrer Gestaltung über die Füllmenge, bessere Produktqualität oder einen höheren Nutzen.

#### Retailverpackung

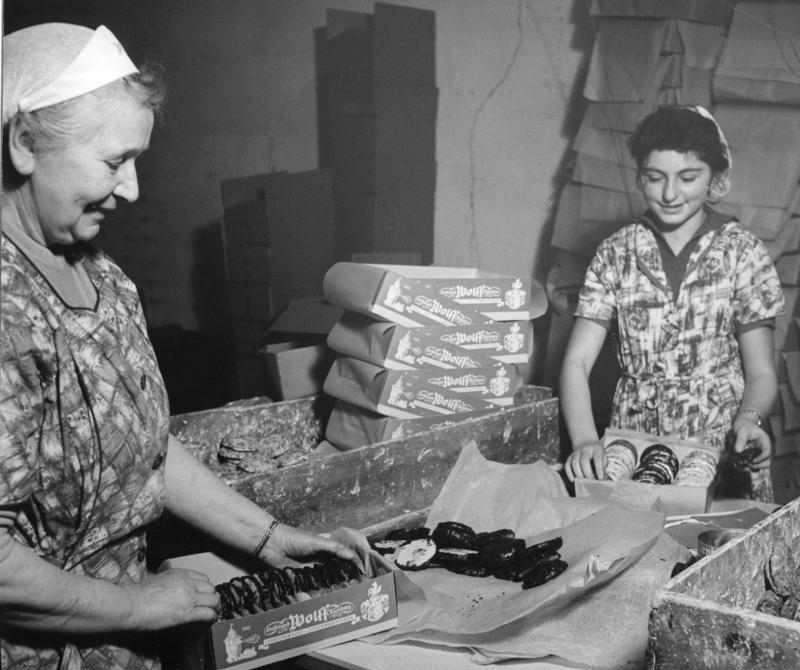
Verpackung von runden Nürnberger Lebkuchen in Kartons

Als Retailverpackung bezeichnet man eine Umverpackung, welche für den Einzelverkauf im Handel vorgesehen ist (Einzelhandelsversion). Retailverpackungen besitzen neben ihrer Schutzfunktion weitere Funktionen wie beispielsweise eine Fläche für Informationen oder Werbebotschaften.

### Transportverpackung
Transportverpackungen dienen ausschließlich dem Transport der Ware (z. B. Transportpaletten, Stretchfolien und Umreifungsbänder).

#### Umverpackung
Im Handel ist die Umverpackung ein Vorgang, bei dem Waren in kleineren Mangen oder beim Abverkauf eine neue, verbraucherfreundliche Verpackung erhalten. Außerdem umschließt eine Umverpackung (Umkarton) die Verkaufsverpackung als zweite Schicht mit zusätzlicher Schutzfunktion.

#### Verkaufsverpackung

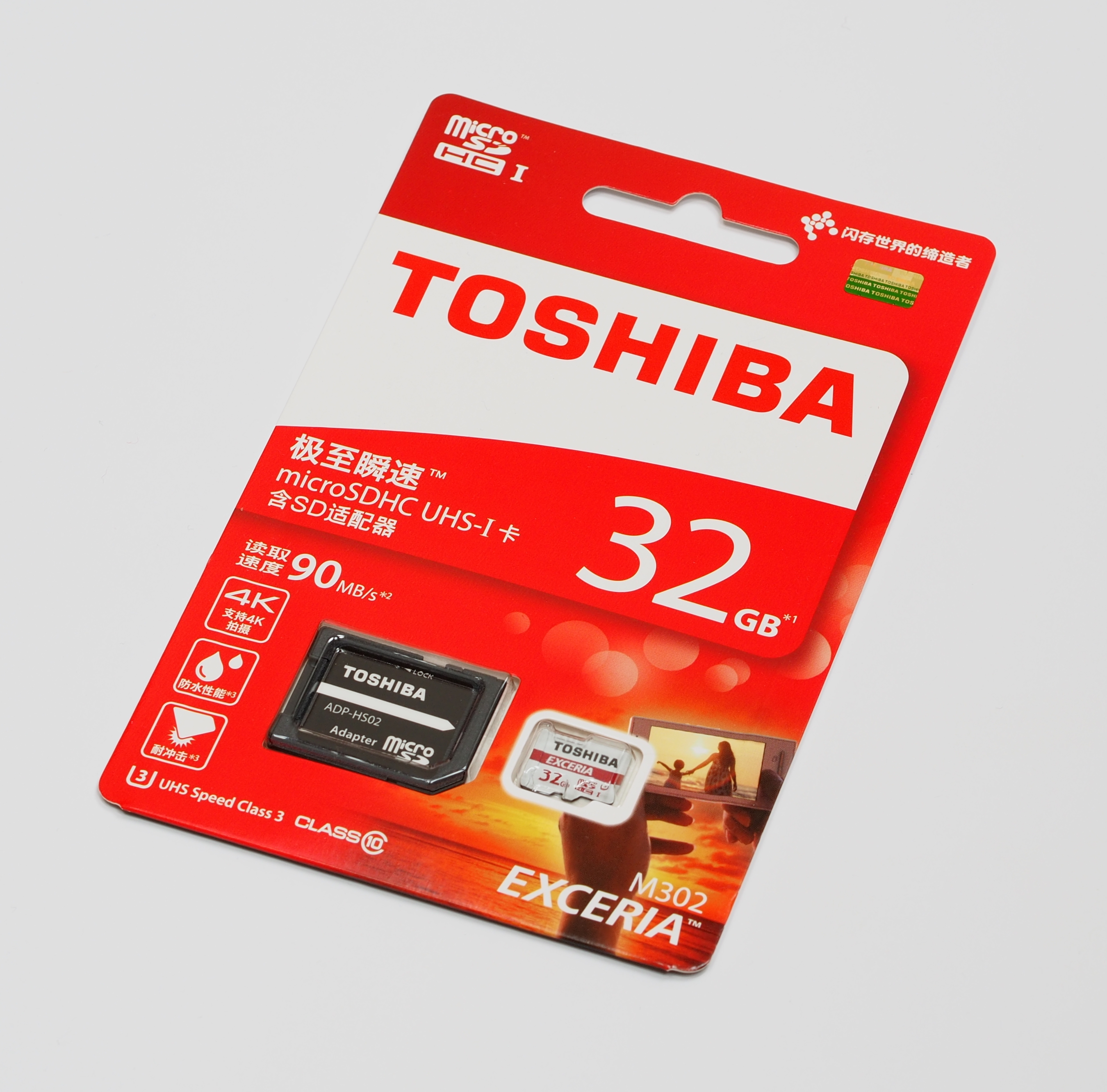
Verkaufsverpackung einer MicroSD-Speicherkarte für den asiatischen Markt

Verkaufsverpackungen werden dem Endverbraucher als Verkaufseinheit aus Ware und Verpackung angeboten (§ 3 Abs. 1 Nr. 1 VerpackG). Eine Verkaufsverpackung unterstützt die Haltbarkeit einer Ware und dient ihrem Schutz auf dem Weg vom Handel bis zum Endverbraucher.
Unterarten hiervon sind die Serviceverpackungen, welche die Übergabe von Waren an den Endverbraucher ermöglichen oder unterstützen (§ 3 Abs. 1 Nr. 1a VerpackG), und Versandverpackungen, welche den Versand von Waren an den Endverbraucher ermöglichen oder unterstützen (§ 3 Abs. 1 Nr. 1b VerpackG). Beispiele sind Tragetaschen aus Papier, Jute (Jutebeutel) oder Kunststoff (Plastiktüten).

### Beschaffenheit des Packguts
Verpackungen sind Produkte aus unterschiedlichen Werkstoffen, die sich am Packgut orientieren und als Behältnis, zur Handhabung, Lieferung, Präsentation oder zum Schutz von Waren aller Art dienen und vom Hersteller den Waren zugefügt werden. Je nach Beschaffenheit der Waren gibt es individuelle Packmittel wie insbesondere Beutel, Blister, Flaschen, Konservendosen, Säcke, Schachteln, Schutzfolien, Sprühdosen, Tetra Paks, Tuben, Tüten, Vakuumverpackungen oder Wursthüllen. Handelsüblich wird auch Leihverpackung verwendet, die vom Verbraucher über ein Pfandsystem zurückgegeben werden kann (z. B. Pfand auf Getränkebehälter).

### Häufigkeit der Verwendung
Verpackungen werden entweder nur einmal verwendet und durch Öffnen unbrauchbar (viele Lebensmittelverpackungen) oder sind mehrfach verwendbar (Butterdose, Zigarettenschachteln).

#### Mehrweg
Mehrwegverpackungen sind Verpackungen, die dazu konzipiert und bestimmt sind, nach dem Gebrauch mehrfach zum gleichen Zweck wiederverwendet zu werden und deren tatsächliche Rückgabe und Wiederverwendung durch eine ausreichende Logistik ermöglicht sowie durch geeignete Anreizsysteme, in der Regel durch ein Pfand, gefördert wird (§ 3 Abs. 3 VerpackG).

#### Einweg
Einwegverpackungen sind als Verpackungen zur einmaligen Nutzung definiert, die keine Mehrwegverpackungen sind (§ 3 Abs. 4 VerpackG). Hersteller von mit Getränken befüllten Einweggetränkeverpackungen, wie Getränkedosen und PET-Flaschen, sind verpflichtet, von ihren Abnehmern ein Pfand auf Getränkebehälter in Höhe von mindestens 0,25 Euro einschließlich Umsatzsteuer je Verpackung zu erheben; das Pfand ist von jedem weiteren Vertreiber auf allen Handelsstufen bis zur Abgabe an den Endverbraucher weiterzugeben (§ 31 Abs. 1 VerpackG).
Zahlreiche Verpackungsartikel aus Verbundstoffen, wie Getränkekartons, Tetra Paks oder sonstige Trinktüten (z. B. Capri-Sun oder Dreh und Trink), werden jedoch nicht von diesen Vorgaben erfasst und dürfen daher pfandfrei angeboten werden, obwohl sie in Einwegverpackungen angeboten werden.

## Funktionen
Schutz

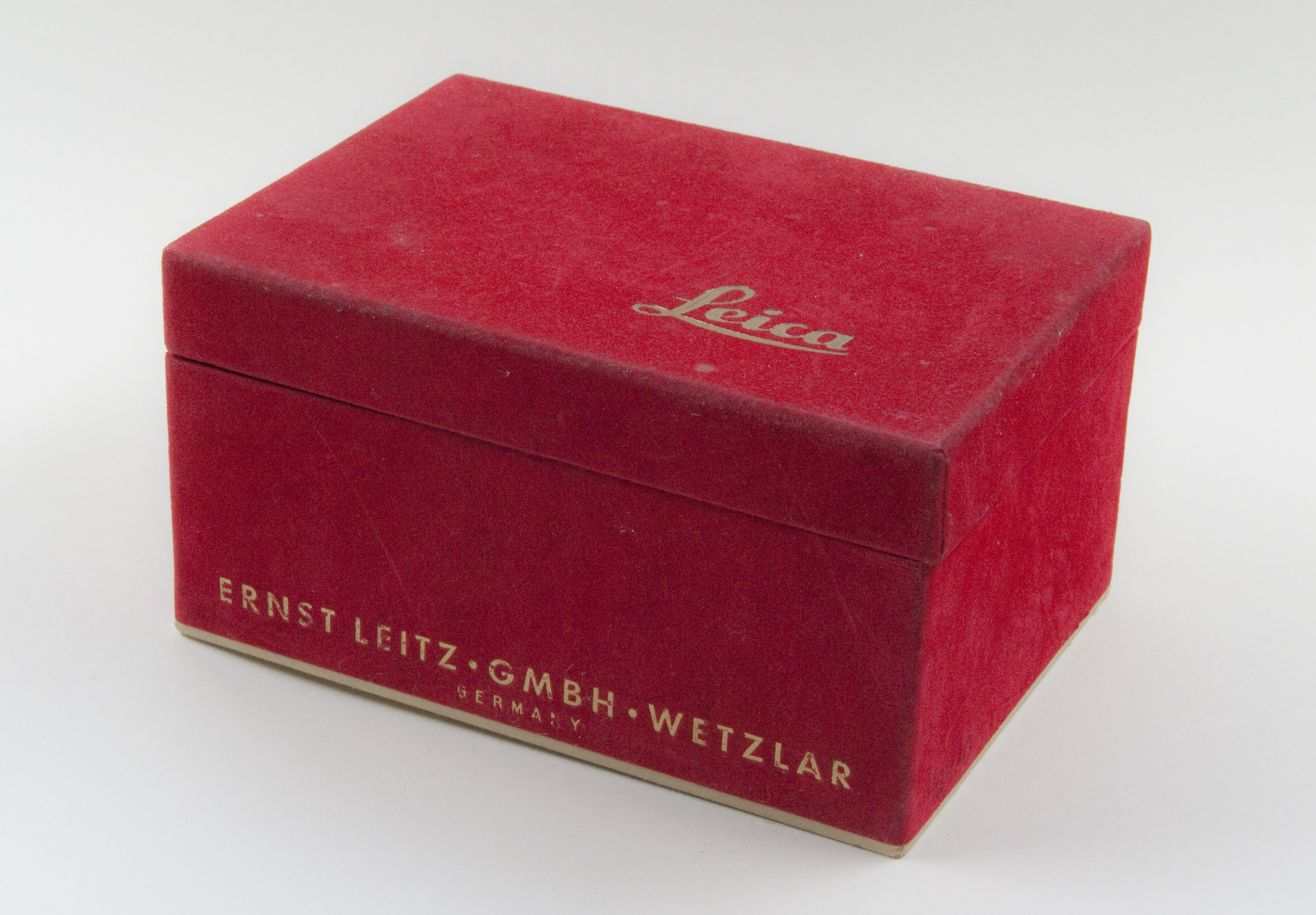
Verpackung Leica-Kamera M3; 1954

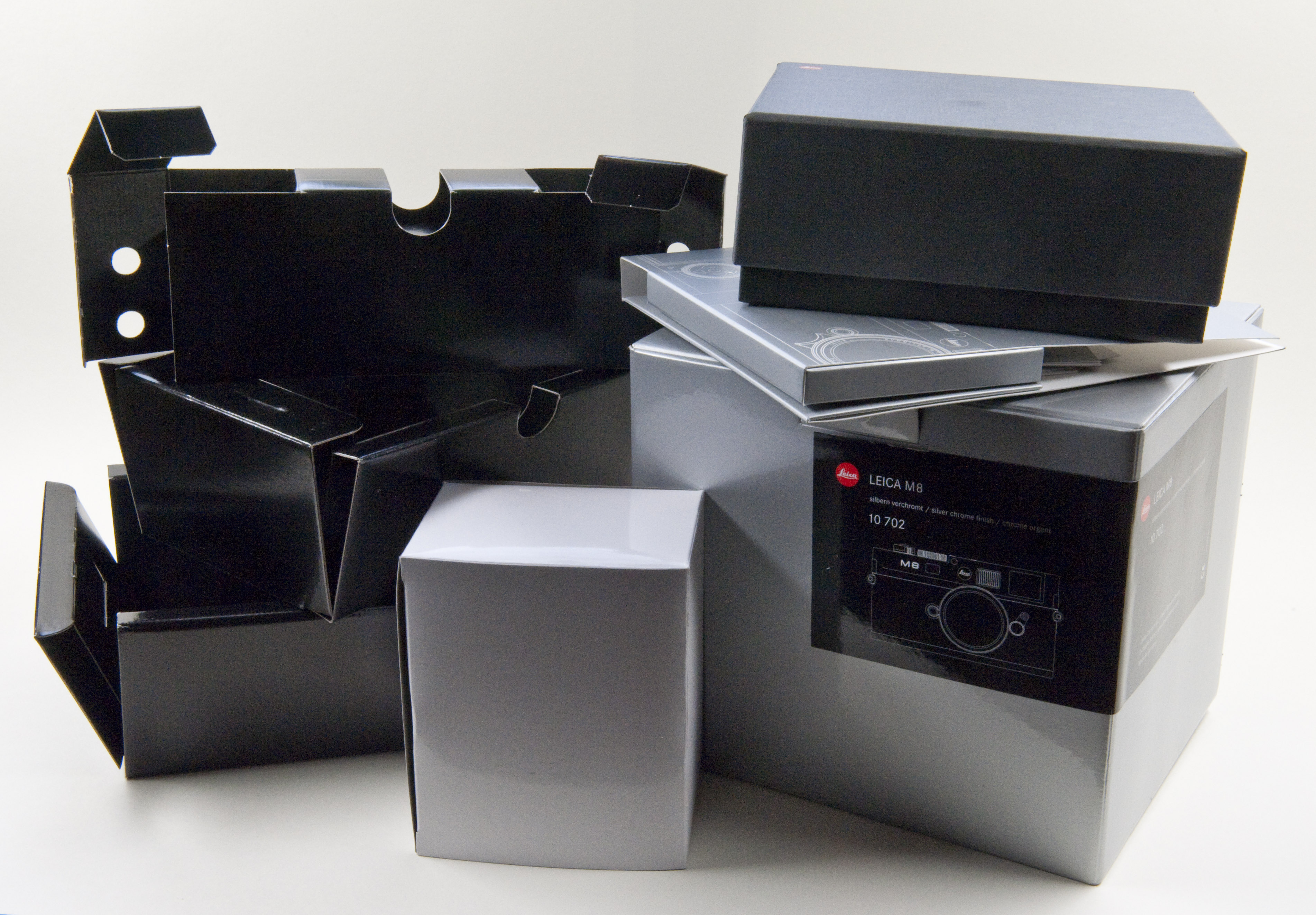
Verpackung Leica-Kamera M8 2008; 2010

Eine Verpackung soll vornehmlich die Ware selbst vor Umwelteinflüssen, Beschädigung, Verunreinigung und (Mengen-)Verlust schützen. Daneben schützt sie auch die das Material handhabenden Menschen vor Verletzungen, z. B. bei scharfkantigen, spitzen oder giftigen Gegenständen. Weiterhin werden das Transportmittel, die Umwelt und die anderen Waren vor Beschädigungen etwa durch auslaufende Flüssigkeiten geschützt. Ein weiterer Aspekt ist die Konservierung von Lebensmitteln, zum Beispiel durch luftdichte oder -leere Verpackungen. Der Einsatz aseptischer Abfülltechniken, sterilen Befüllens, von Schutzgas- oder Vakuumverpackungen sind gängige Methoden.
Durch entsprechende Gestaltung der Verpackung (Verschlüsse, Versiegelung, Fertigpackungen) kann auch ein größerer Schutz vor Manipulationen und Diebstählen erreicht werden.
Verbergen und Überraschungseffekt
Gerade bei Geschenkverpackungen ist das bewusste Verhüllen des Geschenks eine wichtige Funktion, so dass der geschenkte Gegenstand noch im Verborgenen bleibt und so das Auspacken auch eine Überraschung mit sich bringt.
Funktionen beim Verkauf und bei der Nutzung durch den Endverbraucher
Dosierung bzw. Entnahme

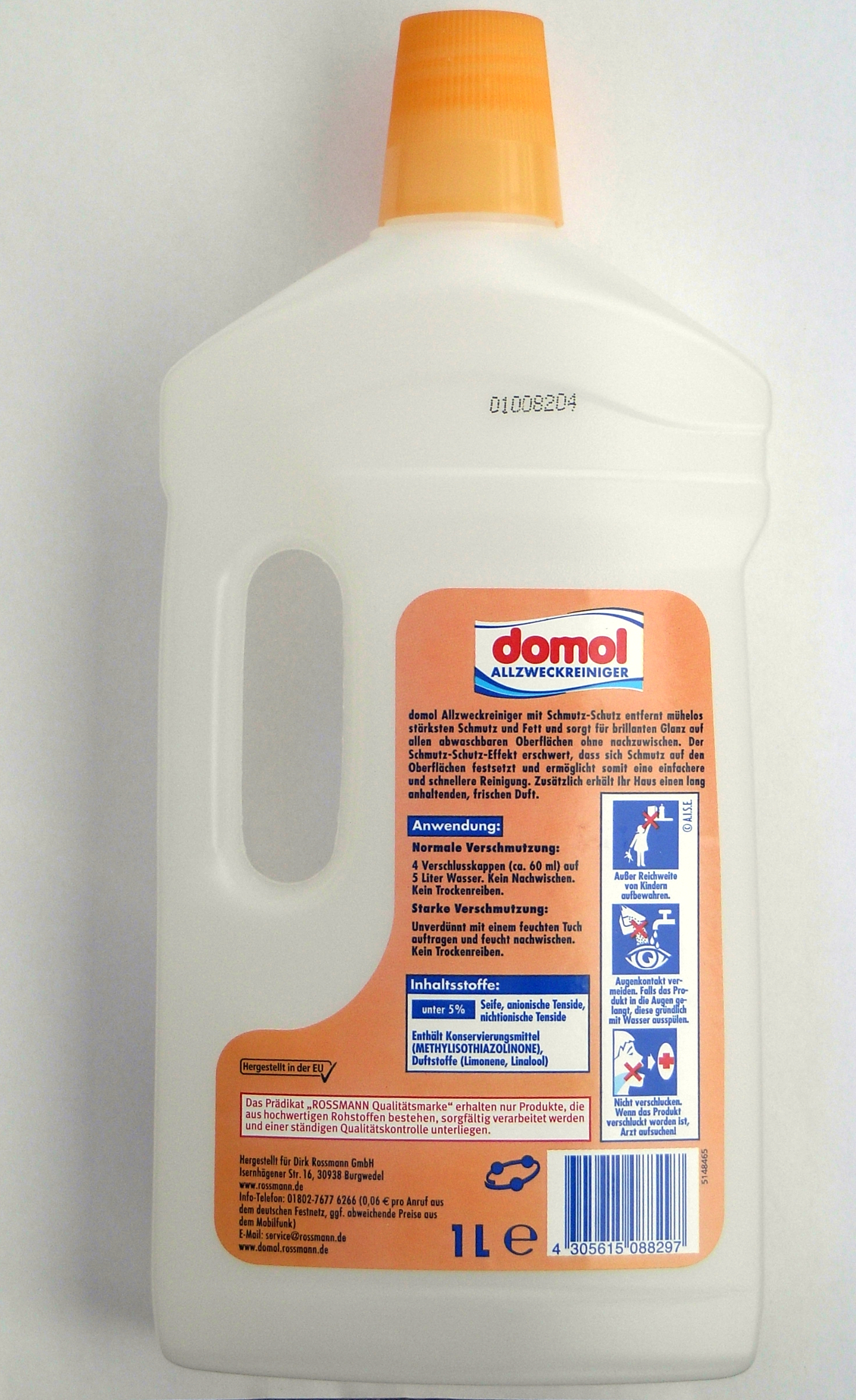
Reinigungsmittel zur besseren Handhabbarkeit (Handling) mit einem Handgriff versehen. Kunststoffgebinde als Flasche ausgeformt und Deckel zur angemessenen Abmessung der Flüssigkeit benutzbar

Viele Packgüter werden mittels ihrer Verpackung für die beabsichtigte Endanwendung dosiert. Die Verpackung enthält oder ist selbst ein Hilfsmittel zum entsprechenden Dosieren (Deckel von Putzmittelflaschen; kleine Messbehälter in Waschmittelpulver-Kartons). Auch werden Lebensmittel häufig direkt aus einer Verpackung entnommen und konsumiert (Bierflasche, Schokoladenriegel, Eis).
Kommunikation
Die Kaufentscheidung für eine bestimmte Verpackung dient heutzutage mehr denn je der möglichst schnellen und einfachen, erinnerbaren, nachhaltigen Identifikation eines Produktes auf dem Markt. Sie muss die sogenannte Persönlichkeit des Produktes und der betroffenen Marke vermitteln und dient vor allem auch der Abgrenzung zu Konkurrenzprodukten. Die Vermittlung eines Zusatznutzens (englisch Unique Selling Proposition) ist eine weitere wichtige Kommunikationsfunktion der Produktverpackung.
Information
Die Verpackung kennzeichnet das Produkt nach Art, Menge, Gewicht und Preis, informiert über Gefahrguthinweise, Verfalldaten bzw. Mindesthaltbarkeitsdaten (MHD) und Verwendungszweck und ist zudem Träger von kodierten Daten (Barcodes). Beispielsweise ermöglicht der Aufdruck des EAN-Code (deutsch Europäische Artikel-Nummer) ein rasches Einlesen an einer Scannerkasse.
Werbung
Durch die Verkaufsverpackung kann der Käufer ein Produkt erkennen, sei es am Namen, am verwendeten Firmenlogo oder an Farbe oder Form der Verpackung (Toblerone). Eine ansprechende Verkaufsverpackung kann den Verkauf und damit den Absatz eines Produktes fördern, steigert also den Umsatzerlös und bei einer entsprechend positiv ausgeführten Kalkulation auch den Gewinn des entsprechenden Verkäufers. Darüber hinaus kann sie neue Kunden gewinnen, was wiederum die erzielten Erlöse und damit unter Umständen auch wieder den Gewinn steigern kann. Eine Verkaufsverpackung vermittelt in der Regel den ersten und damit kaufentscheidenden Eindruck.
Täuschung
Einen Sonderfall der Kombination von Produkt und Verpackung stellt die sogenannte Mogelpackung dar: Hier wird durch die Aufmachung der Verpackung ein anderer, besserer oder größerer Nutzen des verpackten Produktes vorgetäuscht, als dieses in Wirklichkeit hergibt. Mogelverpackungen sind in Deutschland und vielen anderen Ländern gesetzlich verboten (Verbraucherschutz).
Rationalisierung
Moderne Selbstbedienungssysteme konnten erst durch den Einsatz neuartiger Verpackungsmethoden als Hilfsmittel zur Rationalisierung des Verkaufsvorganges ihren Aufschwung und nun vorherrschende Stellung erzielen. So entfällt etwa an einer Fleischtheke das Wiegen und Abpacken der gewünschten Waren, wenn diese zuvor bereits an einem anderen Ort oder bei anderer Gelegenheit verpackt, gewogen und ausgezeichnet wurden und danach zur Selbstbedienung ausgelegt werden.
Schmuck, Sonderedition

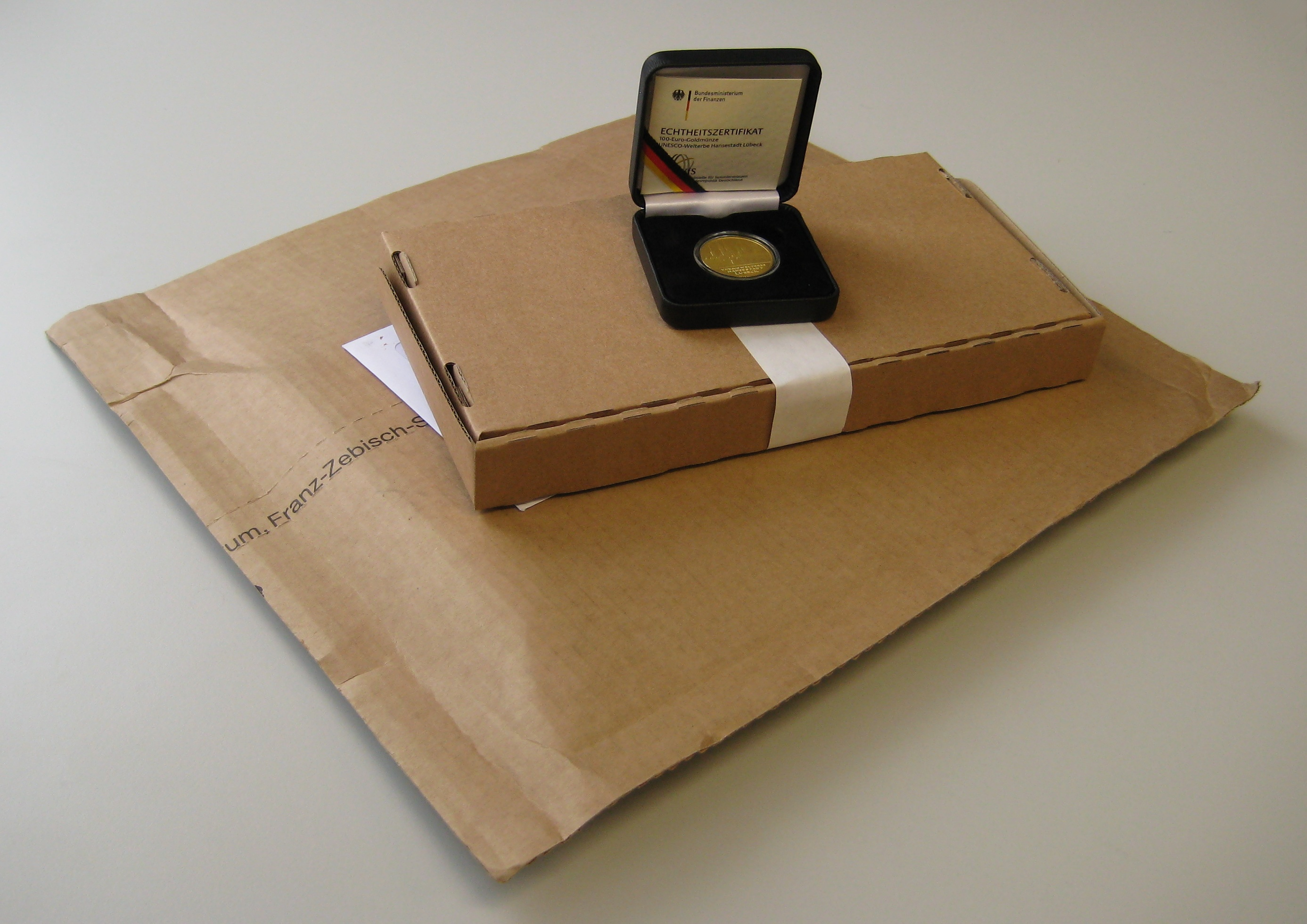
Goldmünze in Schmuck- und zusätzlich für eine mögliche Präsentation geeigneter Verpackung (aufklappbare Kunststoffbox) mit Um-/Schutz- und Transportverpackung (Karton und Briefumschlag)

Eine Schmuckverpackung kann die Verkaufszahl des verpackten Produktes steigern durch eine attraktive und unter Umständen jeweils nur für eine bestimmte Zeit oder in begrenzter Stückzahl/Auflage hergestellte und erhältliche Aufmachung (Sonderedition).

### Funktionen in der Logistik
Lagerung

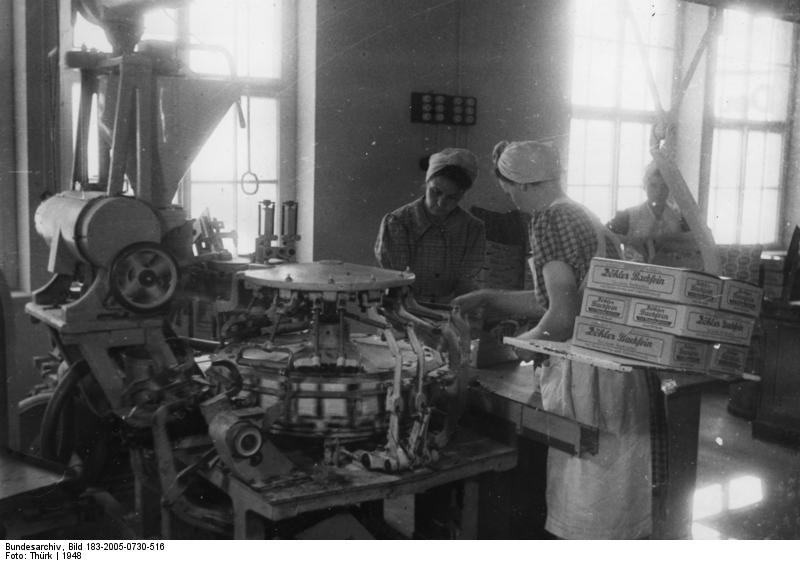
Zwei Packerinnen in einem Nahrungsmittel herstellenden Betrieb, Erfurt (1948)

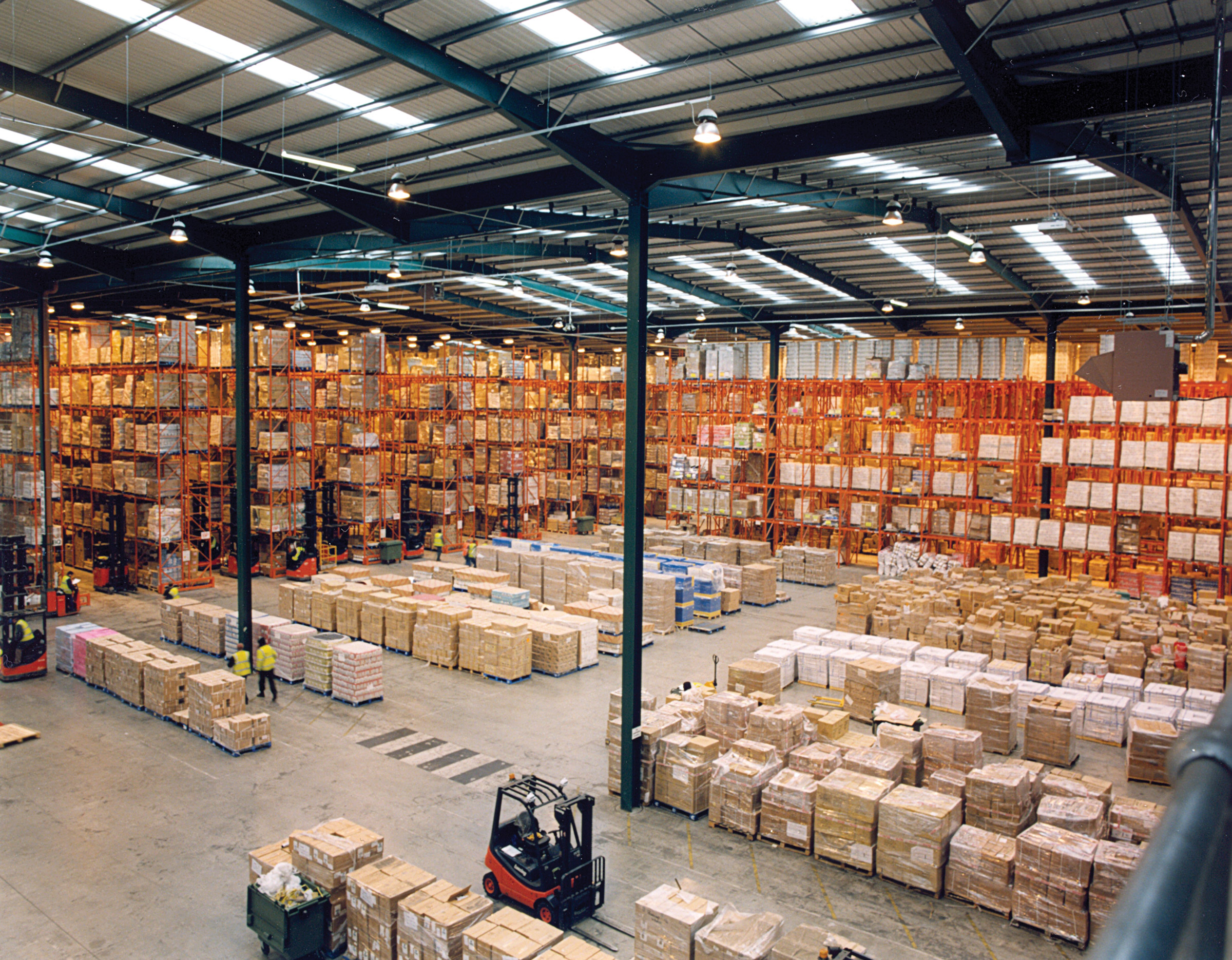
Modernes Palettenregallager mit Palettenumschlagbereich (2007)

Jede Ware wird vom Zeitpunkt der Herstellung bis zu dem Zeitpunkt des Ge- oder Verbrauches in der Regel mehrmals ein- oder umgelagert. So ist eine Lagerung beim Hersteller, Importeur, im Groß- und Einzelhandel, beim Spediteur oder Lagerhalter sowie beim Verbraucher möglich. Mithilfe einer geeigneten Verpackung lässt sich so eine Ware oder ein Produkt leichter, sicherer und schneller lagern.
Transport

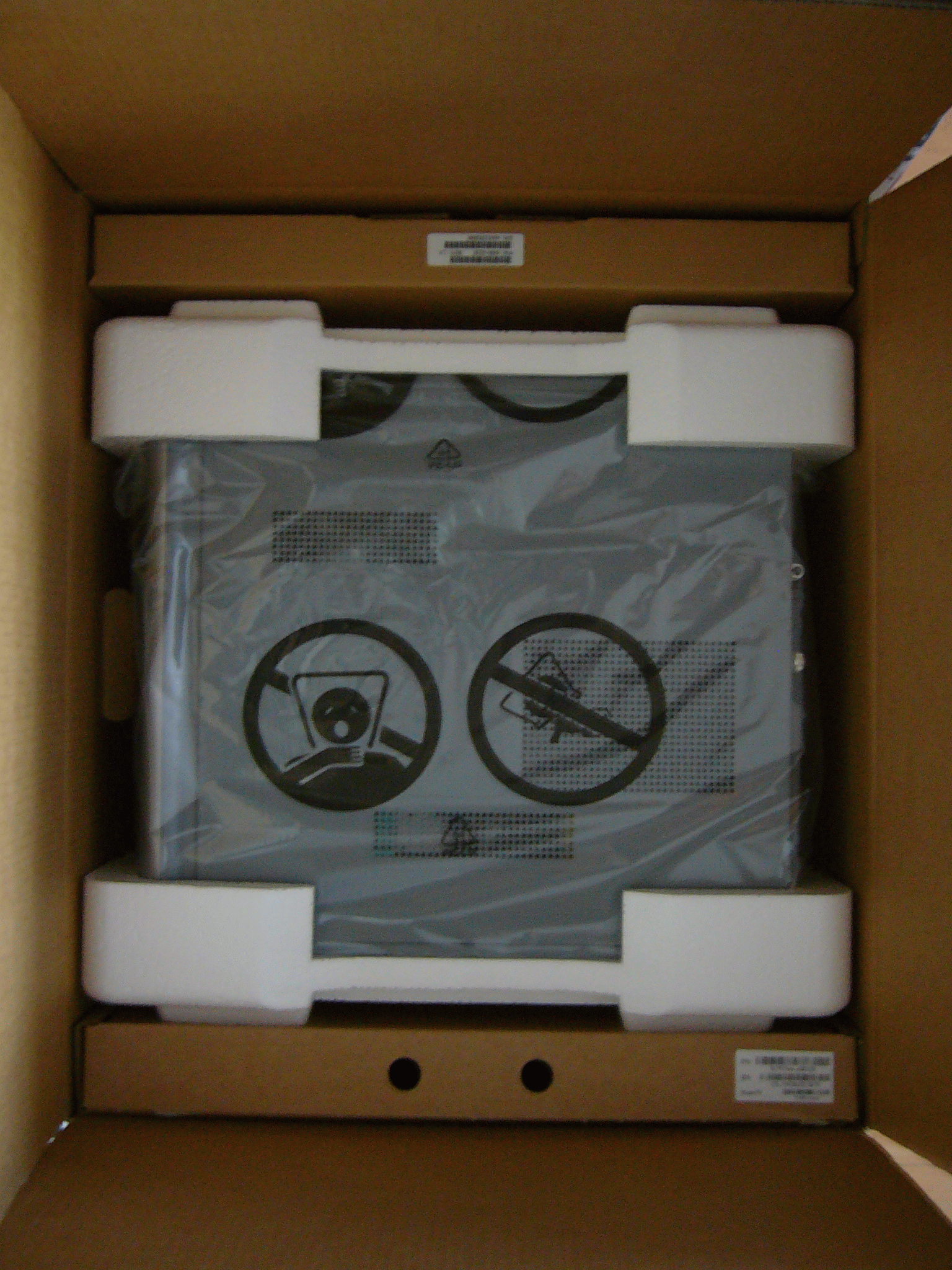
Ein Personal Computer in seiner Transport- und Versandverpackung mit Packhilfsmitteln (Kunststoffecken) als Schutz gegen Stöße von außen

Während des Transportes soll die Transportverpackung verhindern, dass eine Ware übermäßigen mechanischen Beanspruchungen (Vibrationen, Stöße) ausgesetzt ist. Dies kann durch einen mehrfachen Schutz (Karton, Transportpalette) erfolgen. Genormte Verpackungen führen zu einem geringeren Raumbedarf auf den Transportmitteln. Die Normung kann sogar so weit gehen, dass die Maße der Packmittel (etwa Transportpaletten oder Gitterboxen) genau auf die Maße der Transportmittel abgestimmt werden, so zu einer optimalen Auslastung des Transportmittels führen sowie den Lade- und Entladevorgang beschleunigen. Diese Sachverhalte werden im DPR-Modell abgebildet.
Komfort
Eine einfache Handhabung, die Stapelbarkeit auf Paletten und die Möglichkeit, eine Verpackung im Handel auf einfache Weise und möglichst geringem zusätzlichem Aufwand auszustellen, fasst man dabei mit dem Begriff der in der Verpackung enthaltenen Komfortleistung zusammen. Diese Leistung sowie eine unter Umständen zusätzlich beinhaltete Informations- und Verkaufsleistung einer Verpackung bezeichnet man auch als Convenience.
Weiterverwendung
Sehr oft bieten Verkaufsverpackungen einen zusätzlichen Nutzen in Form ihrer möglichen Weiterverwendung nach dem Verbrauch oder der Entnahme des darin bisher enthaltenen Produktes. Dieser hat zur gekauften Ware selbst oft keinen Bezug. Beispiel ist ein Senfglas mit der Ausformung der Verpackung als Trinkglas. Solche Verpackungen sollen meist als Kaufanreiz fungieren, indem die Käufer ein bestimmtes Produkt bevorzugen, da sie die weitere Verwendung der Verpackung bereits im Auge haben. Dies kann als sog. „Upcycling“ bezeichnet werden.

### Herstellung
Verpackungen bestehen aus unterschiedlichen Materialien. Die häufigsten sind Glas, Blech, Kunststoff und Karton. Kunststoff können als Formteile oder als Kunststofffolie auftreten. Bei der Herstellung einer festen Kunststoffverpackung gibt es zwei verschiedene Verfahren: das Spritzgießen und das Thermoformen. Kartonverpackungen (Kartonage) entstehen durch das Stanzverfahren.

## Komponenten

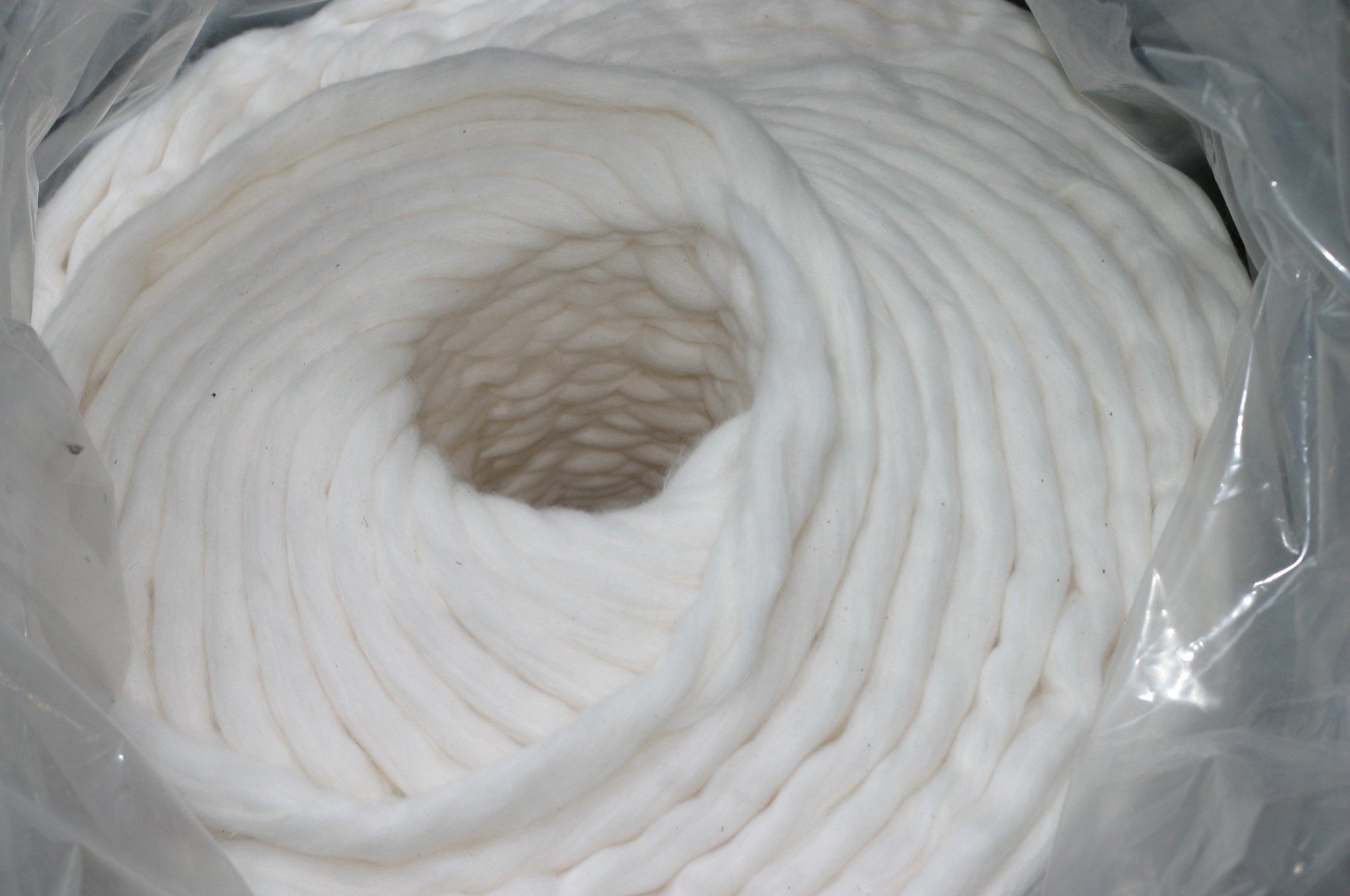
Streckband am laufenden Meter

In der Verpackungstechnik werden zwei Komponenten unterschieden:
- Packmittel: Das Packmittel ist der Hauptbestandteil einer Verpackung. Mit ihm wird das Packgut teilweise oder vollständig umschlossen oder zusammengefasst.
- Packhilfsmittel: Das Packhilfsmittel dient vor allem dazu, eine Verpackung zu verschließen (etwa mit einem Klebeband oder durch Verschweißen) oder auszupolstern (etwa mit Schaumstoff, Papier, Luftpolstertaschen). So besteht etwa die Verpackung des Inhalts einer Flasche aus ihrem Flaschenkörper als Packmittel sowie ihrer Kappe, ausgeformt als Kronenkorken, Korken oder Schraubverschluss als Versiegelung ihrer Öffnung und dem Etikett als Packhilfsmittel.

Außer dem Packgut gehören häufig auch Gebrauchsanleitungen mit technischen Daten und Informationen für Verbraucher zum sicheren und bestimmungsgemäßen Umgang mit einem Produkt zur Verpackung. Auf Verpackungen selbst oder einem hierauf angebrachten Etikett können Inhaltsstoffe des Packguts angegeben sein.

## Packstoffe
Die Materialien, aus denen eine Verpackung gebildet wird, heißen Packstoffe. Typische Verpackungsmaterialien sind Papier, Kunststoff, Holz, Metall (Weißblech, Aluminium) oder Glas. Verpackungen aus Wellpappe werden auch Kartonagen genannt. Derzeit werden absolut dichte und chlorfreie Verpackungen für Lebensmittel und Medikamente aus Graphen erprobt. Dadurch wird die Herstellung von Verpackungen ohne die chlorhaltigen, gesundheitsschädlichen Polymere ermöglicht, zudem bleibt das Aroma von Lebensmittel in Graphen-Verpackungen komplett erhalten.

## Wiederverwertung, Ökologie

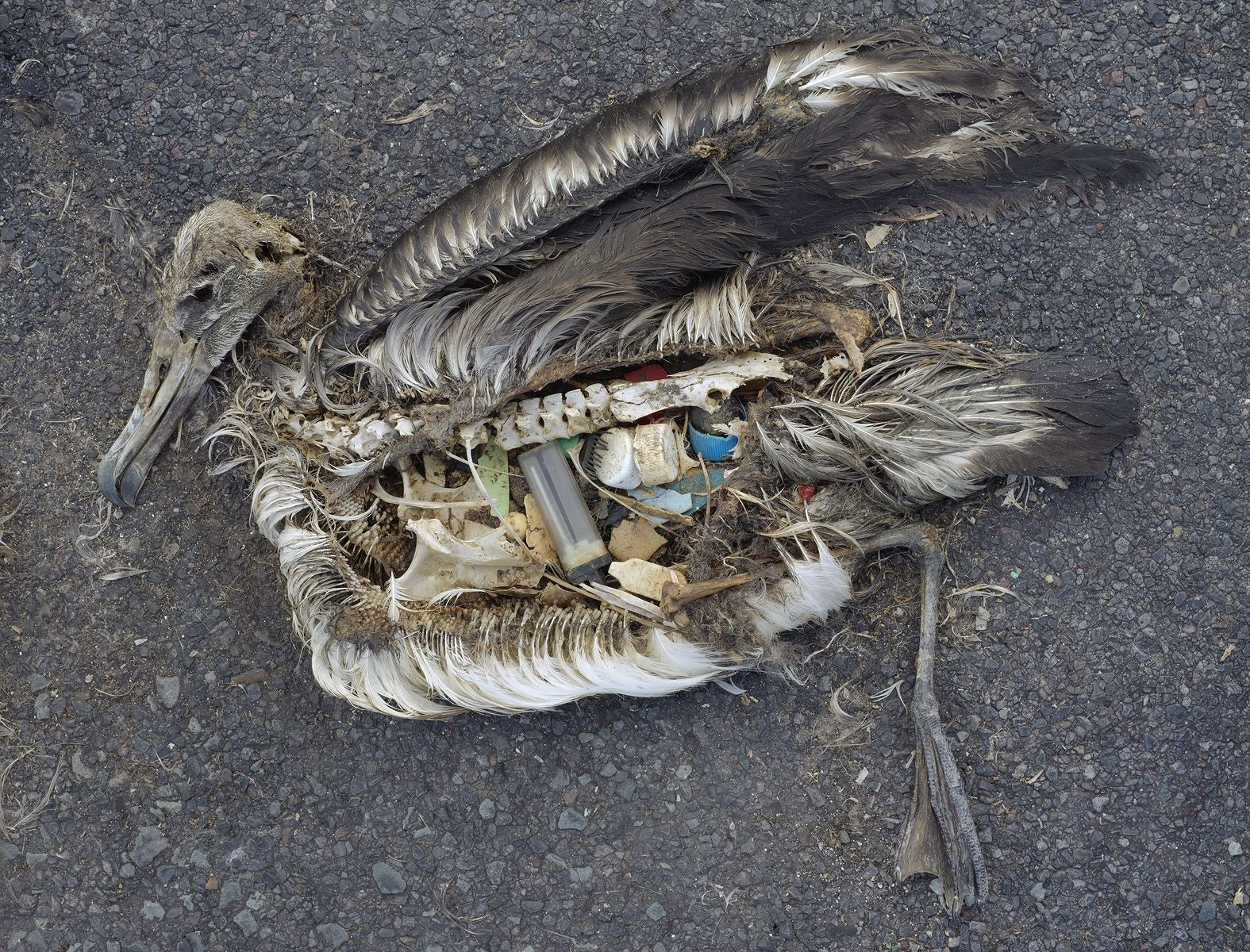
Toter Albatros mit Plastikabfall im Magen

Verpackungen können eine Umweltbelastung darstellen. Verschiedene Verpackungen wurden deshalb schon häufig in einer Ökobilanz untersucht. Dabei hat sich gezeigt, dass es oftmals nicht sinnvoll ist, Verpackungen nur aufgrund ihres Materials zu beurteilen oder zu vergleichen. Vielmehr ist es notwendig, die Verpackung im Zusammenhang mit ihren Funktionen zu untersuchen und in der Ökobilanz auch zu berücksichtigen, dass unterschiedliche Verpackungen auch einen Einfluss auf Haltbarkeit oder Vertriebsverluste beim Produkt haben können.
Bereits gebrauchte Verpackungen, gleichgültig, ob für die einmalige oder die mehrmalige Verwendung bestimmt, gelten in Deutschland grundsätzlich nicht als Müll, sondern als Wertstoff, dessen Entsorgung, Verwertung und Wiederverwendung in der Verpackungsverordnung geregelt ist.
Einweg
Einwegverpackungen aus privaten Haushalten, die mit dem Grünen Punkt gekennzeichnet sind, werden im Rahmen des sogenannten Dualen Systems Deutschland einem Wertstoffkreislauf zugeführt (stoffliche Verwertung) oder verbrannt (thermische Verwertung).
Mehrweg

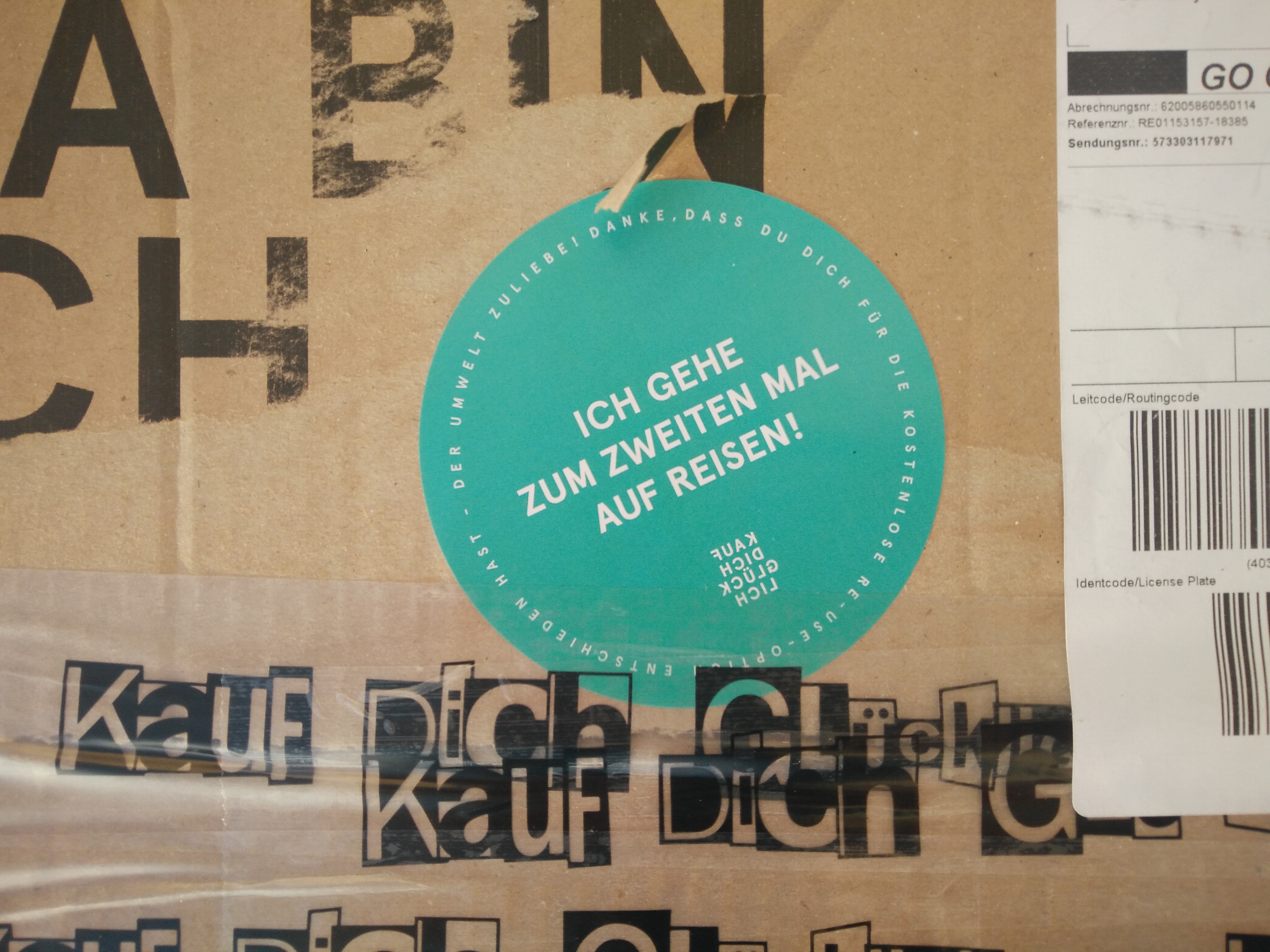
Aufkleber auf einem Paket, welches zweifach verwendet wurde

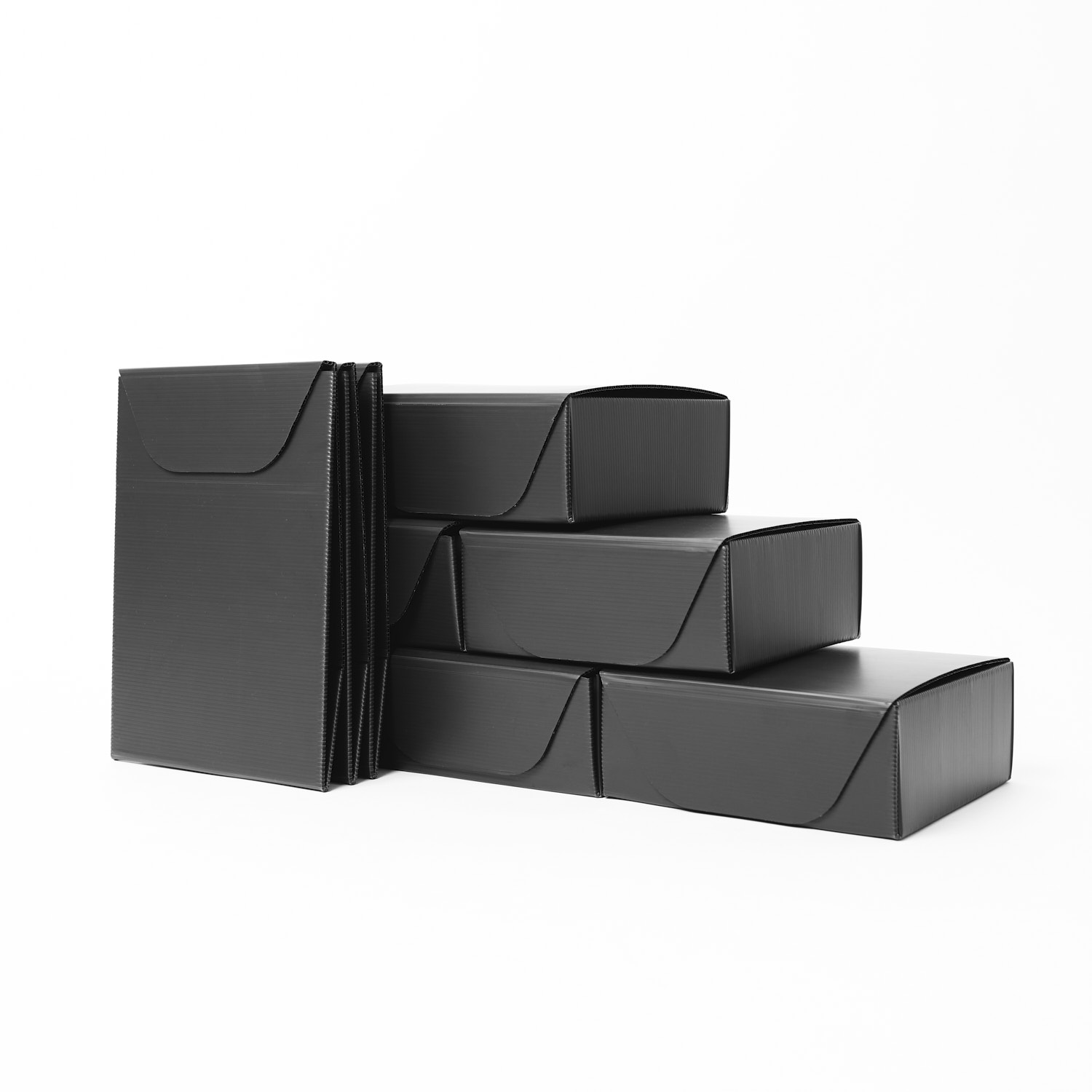
Mehrwegverpackung für den Onlinehandel

Mehrwegverpackungen nehmen im Allgemeinen an einem Leih- und Rückgabeverkehr teil und werden häufig gegen Pfand (schweizerdeutsch: Depot) abgegeben. Die bekannteste Mehrwegverpackung ist die Mehrwegflasche. Seit 2003 gilt in Deutschland eine Pfandpflicht auf Einweggetränkebehälter.
Im Transportwesen werden normierte Mehrwegpaletten (z. B. Europoolpaletten) bei einer An- oder Auslieferung ausgetauscht.
Kompostierbar
Eine Alternative zu herkömmlichen, oft einmal verwendeten Packstoffen sind Verpackungen aus kompostierbaren Materialien. Sie werden aus biologisch abbaubaren Kunststoffen hergestellt und bestehen teilweise oder komplett aus nachwachsenden Rohstoffen, wie Stärke, Cellulose, Pflanzenproteinen oder Polymilchsäure. Diese Kunststoffe eignen sich als Verpackungsmaterialien für verschiedene Produkte, zum Beispiel für Lebensmittel. Viele dieser Verpackungen aus nachhaltigen Rohstoffen sind im gleichen Umfang wie ihre auf Erdöl basierenden Äquivalente einsetzbar und dementsprechend ofen-, mikrowellen- und kühlschrankgeeignet.

## Verpackungsindustrie
Die Branche ist stark fragmentiert, weil die einzelnen Teilbranchen – Papier, Karton, Pappe (Wellpappe), Kunststoff, Metall (Weißblech), Behälterglas und Holz – weitgehend voneinander unabhängig sind. Die Verpackungsindustrie in Deutschland konnte 1996 bis 2009 ihren Umsatz um rund 40 % steigern. Die Beschäftigtenzahl sank im gleichen Zeitraum auf 115.685. Im Jahr 2012 betrug der Umsatz der Branche 29,7 Milliarden Euro, 2014 gab es 1144 Unternehmen mit 135.117 Mitarbeitern.

### Papierindustrie
Die Papierverpackungsindustrie erwirtschaftete 2014 etwa 46 % des Gesamtumsatzes der deutschen Verpackungsindustrie. 2012 lagen die globalen Umsatzerlöse der Papierverpackungsindustrie bei 354,2 Milliarden US-Dollar.
Zu den größten der Papierbranche gehörten zu dieser Zeit Kimberly-Clark, NewPage Corporation, International Paper, Svenska Cellulosa und Stora Enso, wobei die Produktpalette der genannten sich in der Regel nicht auf Verpackungen beschränkt.
Papier- und Folienhersteller sind im Industrieverband Papier- und Folienverpackung e. V. organisiert. Als Netzwerk der Verpackungsindustrie bezeichnet sich das Deutsche Verpackungsinstitut dvi. Eine Gesamtliste aller Branchenverbände findet sich auf der Website des DVI.

### Lebensmittelverpackungen
Einer der größten Industriezweige ist die Lebensmittelindustrie, die wesentlich auf Lebensmittelverpackungen aufbaut. Schätzungen von Euromonitor International zufolge besitzt diese Industrie einen Wert von 1,6 Billionen US-Dollar.

## Wirtschaftliche Aspekte
Verbraucher nehmen die zu kaufende Ware über ihre Verpackung wahr, die dadurch ein wesentliches Kriterium für deren Kaufentscheidung darstellt (etwa Markenartikel). Der Nutzen von Verpackungen für den Verbraucher ist vielfältig. Abgesehen von ihrer Hygienefunktion können sie einen Zeitgewinn bei Verbrauchern hervorrufen, wenn sie die Produkte länger haltbar machen und Zeit für mehrmaliges Einkaufen ersparen. Verpackungen sparen zudem Energiekosten des Verbrauchers, wenn diese beispielsweise nicht gekühlt werden müssen; sie können zudem die Haltbarkeit und Lagerdauer erhöhen.
Da die Verpackung bei gewichtsabhängigen Warenpreisen mit gewogen wird, muss zwischen Brutto- und Nettogewicht unterschieden werden, wobei als Differenz zwischen beiden das Verpackungsgewicht in der Fachsprache Tara genannt wird. Hierbei ist die Verpackungseffizienz {\displaystyle V_{\text{eff}}} zu berücksichtigen. Diese betriebswirtschaftliche Kennzahl beschreibt das Verhältnis zwischen dem Verpackungsgewicht Tara {\displaystyle T} und dem Gesamtgewicht der umhüllten Ware {\displaystyle B}:
{\displaystyle V_{\text{eff}}={\frac {T}{B}}}.
Die Verpackungseffizienz ist umso günstiger, je geringer der Verpackungsanteil am Gesamtgewicht der Ware ist. Die Preisangabe und Handelsklausel „brutto für netto“ wird bei hoher Verpackungseffizienz verwendet, wenn die Verpackung nur einen vernachlässigbaren Gewichtsanteil aufweist wie bei Südfrüchten. Dabei wird das Verpackungsgewicht im Preis mitberücksichtigt. Dies ist im deutschen Einzelhandel nach § 380 HGB und § 26 Mess- und Eichgesetz unzulässig und stellt eine Ordnungswidrigkeit dar.
In der Umweltökonomik und Ökologie wird untersucht, dass Verpackungen einen wesentlichen Anteil an der Abfallentsorgung aufweisen (Verpackungsmüll) und eine bedeutende Umweltbelastung darstellen. Verpackungen werden achtlos in der Umwelt entsorgt (auf Straßen, in Parks oder in Wäldern) und landen in Gewässern. Im Jahre 2019 gingen 71,9 % des Verpackungsmülls in das Recycling, 96,9 % konnten stofflich oder energetisch verwertet werden. Dabei ist der Anstieg der Recyclingquote vor allem auf die anspruchsvollen Vorgaben des VerpackungG zurückzuführen.
Nach § 16 Abs. 2 VerpackG müssen seit Januar 2022 im Jahresdurchschnitt folgende Verpackungen der Wiederverwendung oder dem Recycling zugeführt werden:
| Verpackungsmaterial   | Anteil Wiederverwendung oder Recycling in Masse-% |
| --------------------- | ------------------------------------------------- |
| Glas                  | 90 %                                              |
| Papier, Pappe, Karton | 90 %                                              |
| Eisenmetalle          | 90 %                                              |
| Aluminium             | 90 %                                              |
| Kunststoffe           | 90 %                                              |
| Getränkekarton        | 80 %                                              |
| Verbundverpackungen   | 70 %                                              |

Die meisten Verpackungsmaterialien müssen zu 90 % der Wiederverwendung oder dem Recycling zugeführt werden.
Mehrwegsysteme stellen nicht nur unter ökologischen, sondern auch unter ökonomischen Aspekten eine Alternative zu den bisher überwiegenden Einwegverpackungen dar. Dabei müssen sich die Prinzipien der Suffizienz (weniger Ware, weniger Verpackung), Effizienz (weniger Müll) und Konsistenz (Kreislaufwirtschaft für Wertstoffe) gegenseitig ergänzen. Deshalb ist die Verpackungstechnik bestrebt, möglichst zum Recycling fähige umweltschonende Verpackungen herzustellen, die im Best Case bereits aus Recycling-Material bestehen (siehe Recyclingquote).
Das Unternehmensziel der Kostensenkung endet bei Verpackungen dort, wo deren Funktionalität gefährdet ist.

## International
Die Schweiz kennt keine generelle Verpackungsverordnung, auch ist keine solche geplant. Hingegen gibt es Vorschriften, welche gewisse Verpackungsarten oder -eigenschaften betreffen. Insbesondere sind für Verpackungen relevante allgemeine Bestimmungen enthalten in Art. 30 bis Art. 30e, Art. 32 und Art. 32a ff. Umweltschutzgesetz. In Österreich gilt seit dem 1. Oktober 1993 die Verordnung über die Vermeidung von Verpackungsabfällen (VerpackVO) für alle Verpackungen und Verpackungsabfälle, die in Österreich in Verkehr gebracht wurden, unabhängig davon, ob diese im privaten Haushalt oder im Gewerbebereich angefallen sind.